# 阿尔格达斯
阿尔格达斯（西班牙語：Arguedas）是西班牙纳瓦拉的一个市镇。总面积67平方公里，总人口2283人（2001年），人口密度34人/平方公里。